# Уху
Уху (китайски традиционен: 蕪湖, опростен: 芜湖, пинин: Wúhú) е градска префектура в провинция Анхуей, Източен Китай. Разположен е на най-голямата китайска река Яндзъ в югоизточната част на провинцията си. Общото му население е 3 545 067 жители (2010 г.), а градското му население е 1 450 000 жители. (2011 г.) Общата му площ е 4924 кв. км, а градската площ е 1064 кв. км. Намира се в часова зона UTC+8. Телефонният му код е 0553. МПС кодът му е 皖B.

## Побратимени градове
- Кочи (Япония)
- Павия (Италия)